# Dietrich von Büchel
Dietrich von Büchel zu Dottendorf und Weyer (* um 1505/15 im Erzstift Köln, in der Stadt Köln oder in Wiesdorf; † 30. November 1552 in Brühl) war ein deutscher Jurist, Diplomat und Sekretär des Kölner Erzbischofs Hermann V. von Wied.

## Leben
Dietrich (auch Theodor, Diether u. ä.) von Büchel zu Dottendorf stammte aus der Kölner Ritter- und Patrizierfamilie Büchel (auch van dem Buchel, von Buchell, Buggele, Buchelius u. ä.). Er war ein Sohn von Heinrich von Büchel († vor 1525) und Apollonia Krümmel von Nechtersheim († zwischen 1506 und 1525), Tochter von Richard d. Ä. Krümmel von Nechtersheim († 1523) zu Gartzem und dessen zweiter Ehefrau Sophie von Boulich († nach 1523).
| Vorfahren des Dietrich von Büchel                             | Vorfahren des Dietrich von Büchel                                                                               | Vorfahren des Dietrich von Büchel                                                                               | Vorfahren des Dietrich von Büchel                                                                                                  | Vorfahren des Dietrich von Büchel                                                                                                  | Vorfahren des Dietrich von Büchel | Vorfahren des Dietrich von Büchel |
| ------------------------------------------------------------- | --- | --- | --- | --- | --------------------------------- | --------------------------------- |
| Urgroßeltern                                                  | Henrich von Büchel ⚭ Margaretha Cloyt                                                                           | Johann (Henne) von Strombergh († um 1451), 1423 bis 1451 Stadtschultheiß von Hachenburg ⚭ N. von Betzdorf       | Dietrich Krummel von Nechtersheim († um 1500) ⚭ Metza (Mechthild) von Bentheim (Benthoven [= Bengen?])                             | N. von Boulich ⚭ N. N. |                                   |                                   |
| Großeltern                                                    | Johann von Buchell d. Ä. (* um 1420/30; † nach 1466) ⚭ vor 1450 Agnes von Stromberg (* um 1420/30; † nach 1466) | Johann von Buchell d. Ä. (* um 1420/30; † nach 1466) ⚭ vor 1450 Agnes von Stromberg (* um 1420/30; † nach 1466) | Richard d. Ä. Krümmel von Nechtersheim († 1523) zu Gartzem ⚭ II. zwischen 1485 und 1495 Sophia von Boulich (Builich) († nach 1523) | Richard d. Ä. Krümmel von Nechtersheim († 1523) zu Gartzem ⚭ II. zwischen 1485 und 1495 Sophia von Boulich (Builich) († nach 1523) |                                   |                                   |
| Eltern                                                        | Heinrich von Büchel († vor 1525) ⚭ Apollonia Krümmel von Nechtersheim († zwischen 1506 und 1525)                | Heinrich von Büchel († vor 1525) ⚭ Apollonia Krümmel von Nechtersheim († zwischen 1506 und 1525)                | Heinrich von Büchel († vor 1525) ⚭ Apollonia Krümmel von Nechtersheim († zwischen 1506 und 1525)                                   | Heinrich von Büchel († vor 1525) ⚭ Apollonia Krümmel von Nechtersheim († zwischen 1506 und 1525)                                   |                                   |                                   |
| Dietrich von Büchel (* 1505/15; 1554) zu Dottendorf und Weyer | | | | |                                   |                                   |

### Sekretär des Erzbischofs Hermann von Wied

Wappen der Familie Büchel

Dietrich von Büchel war Dr. jur. und gehörte mit den Räten Jakob Omphal (1500–1567), Johann Oldendorp (um 1487–1567), Nikolaus Prugener (um 1494–1553), Dietrich ter Laen van Lennep († nach 1547), Dr. Anton Hausmann († wohl 1562), Siebert von Löwenberg († nach 1553), dem „geheimen Rat“ Petrus Medmann (1507–1584) und dem Domdechanten Heinrich Graf von Stolberg-Wernigerode (1509–1572) zu den engsten Mitarbeitern des Kölner Erzbischofs Hermann V. von Wied (1477–1552; reg. 1515–1547).

#### Lehensträger von Haus Weyer
Dietrichs Mutter Apollonia Krümmel von Nechtersheim war ein Sechstel der Häuser Weyer und Firmenich (bei Mechernich) als Mitgift zugesagt worden, ein weiteres Sechstel erwarb sie 1506 von ihrem Onkel Johann Krümmel von Nechtersheim. Weil dieses Drittel 1525, als Dietrich und sein Bruder Heinrich noch unmündig waren, durch ihren Onkel und Vormund Dietrich II. von Nechtersheim, genannt Krummel († 1531) verkauft worden war, erhob Dietrich von Büchel später dagegen Einspruch. 1531, nach dem Tod seines Vormunds, wurde Dietrich von Büchel von Erzbischof Hermann von Wied mit dessen Hälfte des Hauses Weyer belehnt. 1536 ließ Dietrich von Büchel den Käufer des Anteils seiner Mutter, Richard d. J. Krümmel von Nechtersheim († um 1546) zu Firmenich, wegen einer Schuldsumme von 1100 Gulden in Bedburg verhaften und zwang ihn zur Abtretung seiner Ansprüche auf Weyer.

### Kölner Reformation
Im Auftrag Erzbischof Hermanns stand Dietrich von Büchel in Briefwechsel mit Johannes Gropper (1503–1559), Landgraf Philipp I. von Hessen (1504–1567), Philipp Melanchthon (1497–1560), Martin Bucer (1491–1551) oder Albert Hardenberg (1510–1574).
Bereits an dem ersten Reformversuch Erzbischof Hermann von Wieds ab 1536 (Einberufung einer Provinzialsynode) war Dietrich von Büchel beteiligt.

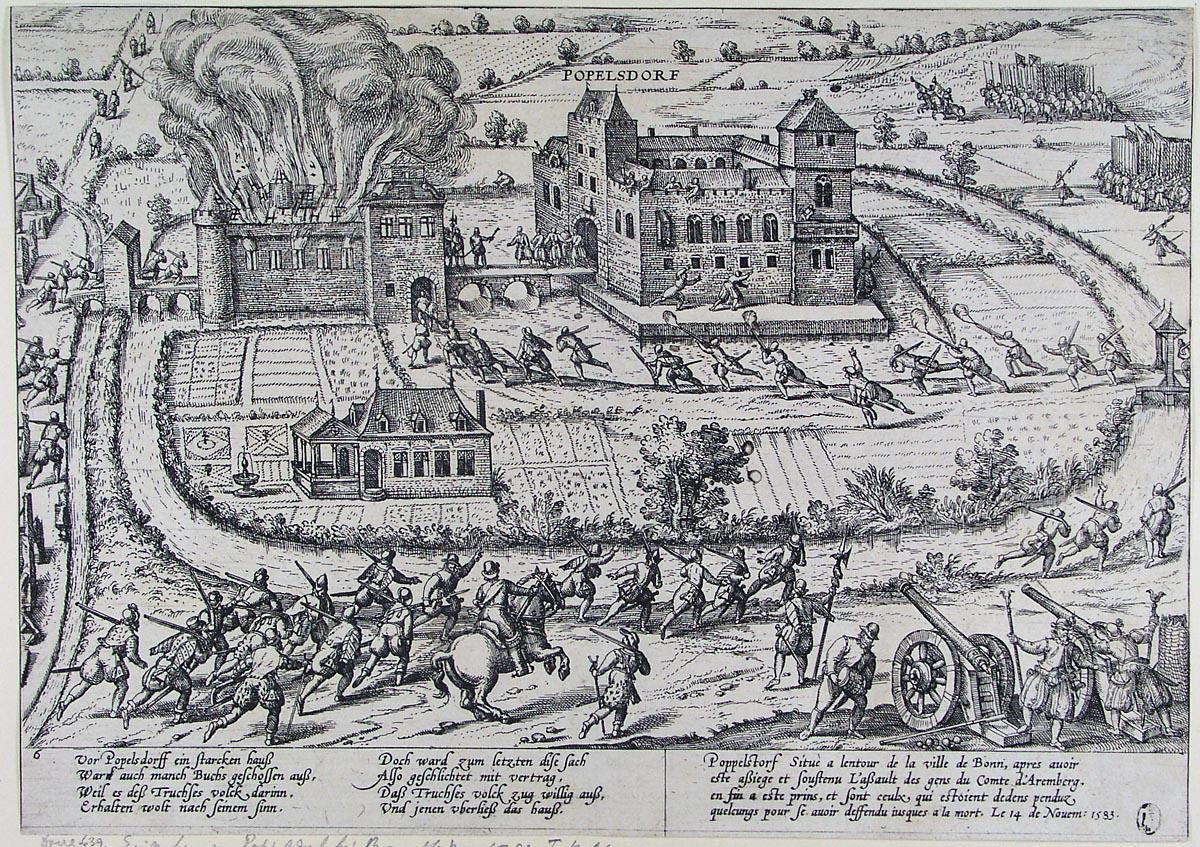
Poppelsdorfer Wasserburg (bei ihrer Einnahme 1583); Radierung von Frans Hogenberg

Als Hermanns Sekretär wirkte Dietrich von Büchel an der Abfassung der Kölner Reformationsordnungen mit. Melanchthon berichtete, dass der Erzbischof mit ihm selbst, Dekan Stolberg, Hausmann, ter Laen van Lennep und Büchel (ohne Bucer) im Juli 1543 fünf Tage lang täglich fünf Stunden den Entwurf seines „Einfaltigs Bedencken“ diskutiert hat. Die Beratungen fanden in der Bonner Residenz des Erzbischofs, dem Wasserschloss in Poppelsdorf, statt. Auf dem anschließenden Landtag zu Bonn stellte sich das Kölner Domkapitel unter Führung von Johannes Gropper jedoch gegen den Erzbischof, sogar Domdechant Graf Stolberg stimmte am 22. Juli 1543 gegen den Entwurf.
Hermann von Weinsberg (1518–1597) schrieb in seinen Lebenserinnerungen zum Jahr 1543, dass auch der Versuch, den Rat der Stadt Köln zu überzeugen, „mocht dem bischof … nit glucken, wiewol d. Umphalius und jonker Buchel, d. Laubenberch, sin rete, fil fleis ankeirten. Doch hatte sei der stat canzler Bellinkhusen doctor und vil raitzpersonen darzu uff ire seite bewegt, half allet nit“.
Martin Bucer beschrieb 1543 den „secretario Buchle“ in einem Empfehlungsbrief an Landgraf Philipp I. anlässlich des Bundestages von Schmalkalden: „Er ist einer vom adel, meinem g[nädig]sten herren zum besten vertrawt, auch hoch verstendig und steif, onwankelbar, thut sich nichs besonders auß, ist aber ein furnemer mensch“, der Landgraf könne offen und vertrauensvoll mit ihm reden. Melanchthon bescheinigte ihm „Geisteskraft“.
Im Frühjahr 1544 begleitete Dietrich von Büchel den Erzbischof als Kurkölner Rat zusammen mit Omphal, Medmann und Hardenberg zum Reichstag. Auf dem Reichstag war auch Bucer anwesend, der im August 1543 aus dem Dienst des Kölner Erzbischofs ausgeschieden war. In einem Schreiben an Melanchthon aus Speyer klagte Büchel darüber, dass es dem Kaiser Karl V. (1500–1558) nur um die Reichstürkenhilfe gehe, aber die Klärung der Religionssachen vernachlässigt werde: „Dere religion halb besorg ich, das wenig alhie gehandelt werden soll“.
Im Oktober 1544 nahmen Omphal und Büchel als erzbischöfliche Räte die Appellation von Domkapitel und Universität Köln an Papst Paul III. (1468–1549) und Kaiser Karl V. gegen Hermann von Wied mit dem dafür nötigen Insinuationsinstrument (Vorladung) entgegen, wollten das Dokument aber wegen der Abwesenheit des Erzbischofs nicht öffnen.
Um die Jahreswende 1545/46 vertraten Dietrich von Büchel und Löwenberg Hermann von Wied auf dem Bundestag des Schmalkaldischen Bundes in Frankfurt am Main. Im März 1546 fand ein Grafentag in Oberwesel statt, bei dem Büchel ebenfalls den Erzbischof vertrat und die Grafen erfolglos für einen Beitritt zum Schmalkaldischen Bund zu gewinnen suchte. Im Juni und Juli 1546 wirkte er mit bei der Abfassungen von Kirchenordnungen für Neuss, Kaiserswerth und Kempen.

### Absetzung, Gefangennahme und Tod

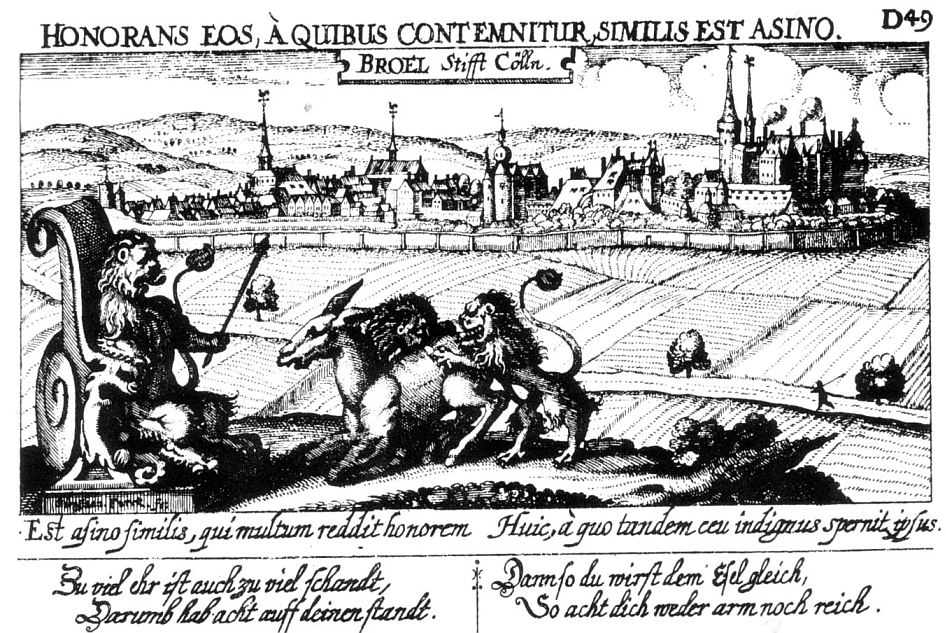
Brühl (um 1630); Kupferstich von Sebastian Furck. An Stelle der Burg, in der sich das Gefängnis befand, steht heute Schloss Augustusburg

Bei der Abdankung Hermann von Wieds 1547 wurde die Entfernung Dietrich von Büchels zu einer der Bedingungen von Pensionszahlungen für den alten Kurfürsten gemacht. Büchel vertrat weiter die Interessen Hermanns und hielt sich in dessen Residenzen Wied und Buschhoven auf. Nach Meinung von Albert Hardenberg blieb er fast als einziger neben Petrus Medmann dem evangelischen Bekenntnis treu. Dennoch unterschrieb er 1550 als Herr von Weyer die „Kölnische Erblandesvereinigung“, die in Art. 21 weitere Veränderungen in Religionsdingen in dem jetzt wieder katholisch gewordenen Erzstift untersagte. Erzbischof Adolf III. von Schaumburg (1511–1556, reg. 1547), der Nachfolger Hermanns von Wied, bestätigt 1550 die Privilegien des Fähramts zu Deutz und belehnt mit ihm Werner Mohr (Moer), Arndt von Siegen († 1579), Gottfried Gropper (1507–1571), Hermann (Zweifel genannt) von Fischenich, Amtmann zu Brühl, Dietrich von Büchel, Siebert von Löwenberg (Lawenburg), Sebastian Huß (von Haus) und Wilhelm von Schwartz(en)berg († 1557), kurfürstlichen Türwärter.
Nach dem Tod Hermanns von Wied wurde Dietrich von Büchel 1552 von Erzbischof Adolf III. gefangen genommen. Vorwand waren finanzielle Forderungen gegen ihn und Johann Sixti († um 1568) aus der 1544 bewilligten „Reichstürkenhilfe“. Dietrich von Büchel wurde „in schwerer Krankheit von dem Zoll zu Bun ghen Bruel geführt“ und starb dort nach wenigen Tagen in der Haft. Kurfürst Hermanns Neffe Johann IV. von Wied-Runkel († 1581) hatte noch zwei Tage zuvor versucht, sich über Wilhelm von Nassau-Dillenburg (1487–1559) für eine Freilassung zu verwenden.

## Familie
Liz. Heinrich von Büchel (* um 1505/10; † 1597) zu Dottendorf, Rat der Trierer Kurfürsten Johann IV. Ludwig von Hagen (1492–1547), Johann V. von Isenburg (1507–1556) und Johann VI. von der Leyen (1510–1567), 1559 an der Niederschlagung des Reformationsversuches von Caspar Olevian (1536–1587) beteiligt, später kurkölnischer Rat und Vogt zu Bonn, war ein Bruder und der Erbe von Dietrich von Büchel.
Gertrud von Büchel (1467–1543), Äbtissin von Rolandswerth, Kalligraphin und Malerin, war Dietrich von Büchels Tante. Hubert van Buchell (1513–1599), Stifter der Stadtbibliothek (heute: Universitätsbibliothek) und der van Buchell-Stiftung in Utrecht, war ein Vetter. Der niederländische Humanist Arnoldus Buchelius (1565–1641) war der Sohn eines seiner Vettern.